# Ubaza
Ubaza (łac. Dioecesis Ubazensis) – stolica historycznej diecezji w Cesarstwie Rzymskim w prowincji Numidia zlikwidowana w VII w. podczas ekspansji islamskiej, współcześnie w północnej Algierii. Obecnie katolickie biskupstwo tytularne. 

## Biskupi tytularni
| Lp. | Biskup                    | Funkcja                                    | Od                   | Do                   |
| --- | ------------------------- | ------------------------------------------ | -------------------- | -------------------- |
| 1   | Aston Ignatius Chichester | wikariusz apostolski Salisbury (Zimbabwe)  | 24 lutego 1931       | 1 stycznia 1955      |
| 2   | Patrick Cronin            | biskup-prałat Ozamiz (Filipiny)            | 24 maja 1955         | 13 października 1970 |
| 3   | Eduardo Herrera Riera     | biskup pomocniczy Barquisimeto (Wenezuela) | 31 października 1970 | 5 lipca 1995         |
| 4   | Francis Irwin             | biskup pomocniczy Bostonu (USA)            | 24 lipca 1996        | 30 października 2019 |
| 5   | José María Baliña         | biskup pomocniczy Chascomús (Argentyna)    | 1 lutego 2025        |                      |